# Cappenberger Kopf

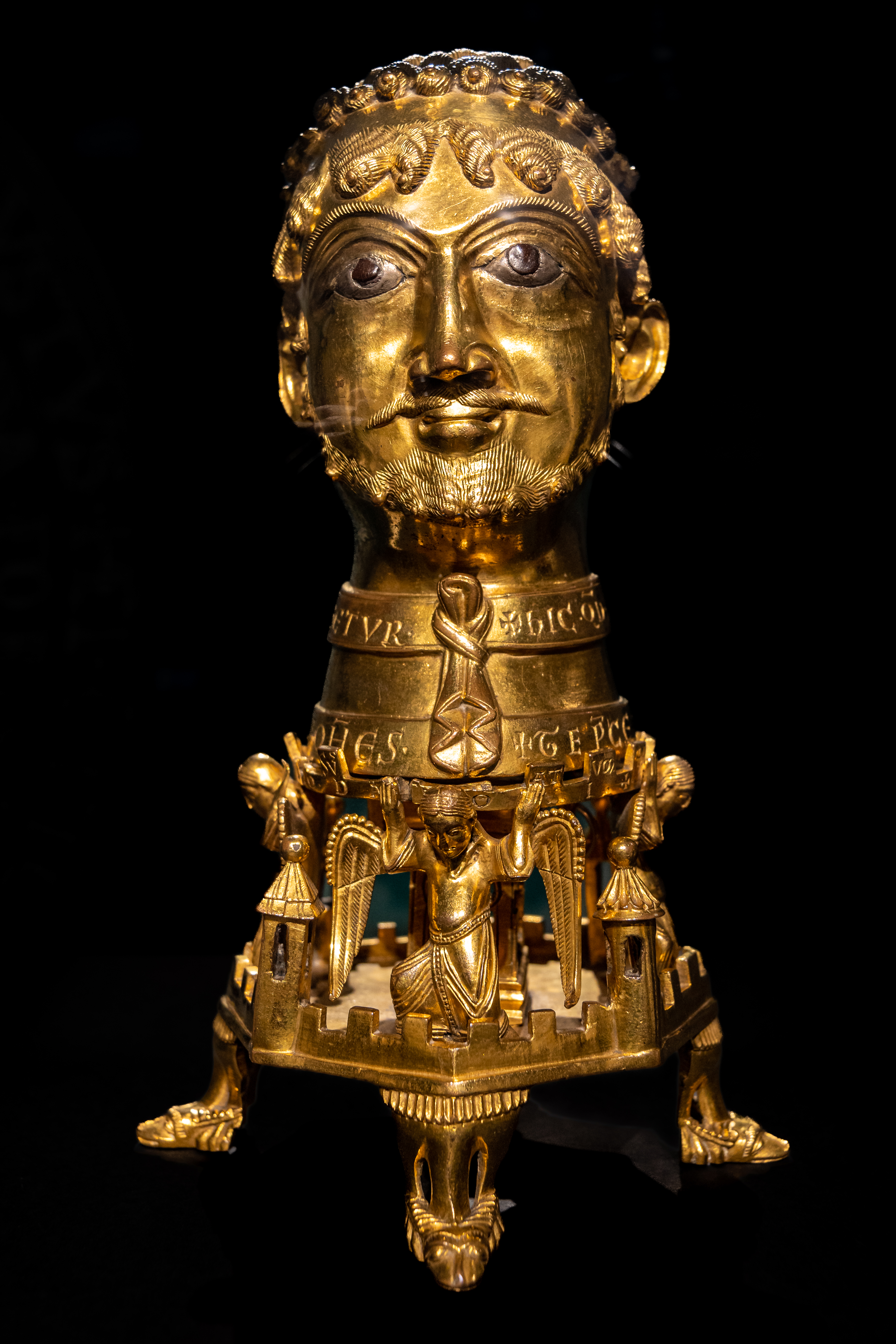
Kopfreliquiar des heiligen Johannes Evangelist samt Ständer („Cappenberger Kopf“), Kopf vor 1158 (Ständer ?). Cappenberg (Selm), kath. Pfarrkirche St. Johannes Evangelist.

Der Cappenberger Kopf ist ein dem Evangelisten Johannes gewidmetes Kopf-Reliquiar. Die vergoldete Bronzefigur wurde vor 1158 von Otto von Cappenberg in Auftrag gegeben und in der damaligen Stiftskirche St. Johannes Evangelist des Klosters Cappenberg aufgestellt. Sie befindet sich im Kirchenschatz der heutigen katholischen Pfarrkirche St. Johannes Evangelist.
1886 stellte Friedrich Philippi die Hypothese auf, es handle sich um eine mehr oder weniger realitätsgetreue Porträtbüste Kaiser Friedrichs I. Barbarossa. Erst später sei die Figur zu einem Johannesreliquiar umfunktioniert worden. Diese Annahme setzte sich in der Folgezeit allgemein durch, ist aber inzwischen durch wissenschaftliche Untersuchungsergebnisse aus den Jahren 1978 und 2021 widerlegt.

## Beschreibung

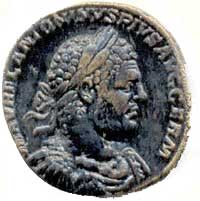
Sesterz des römischen Kaisers Caracalla

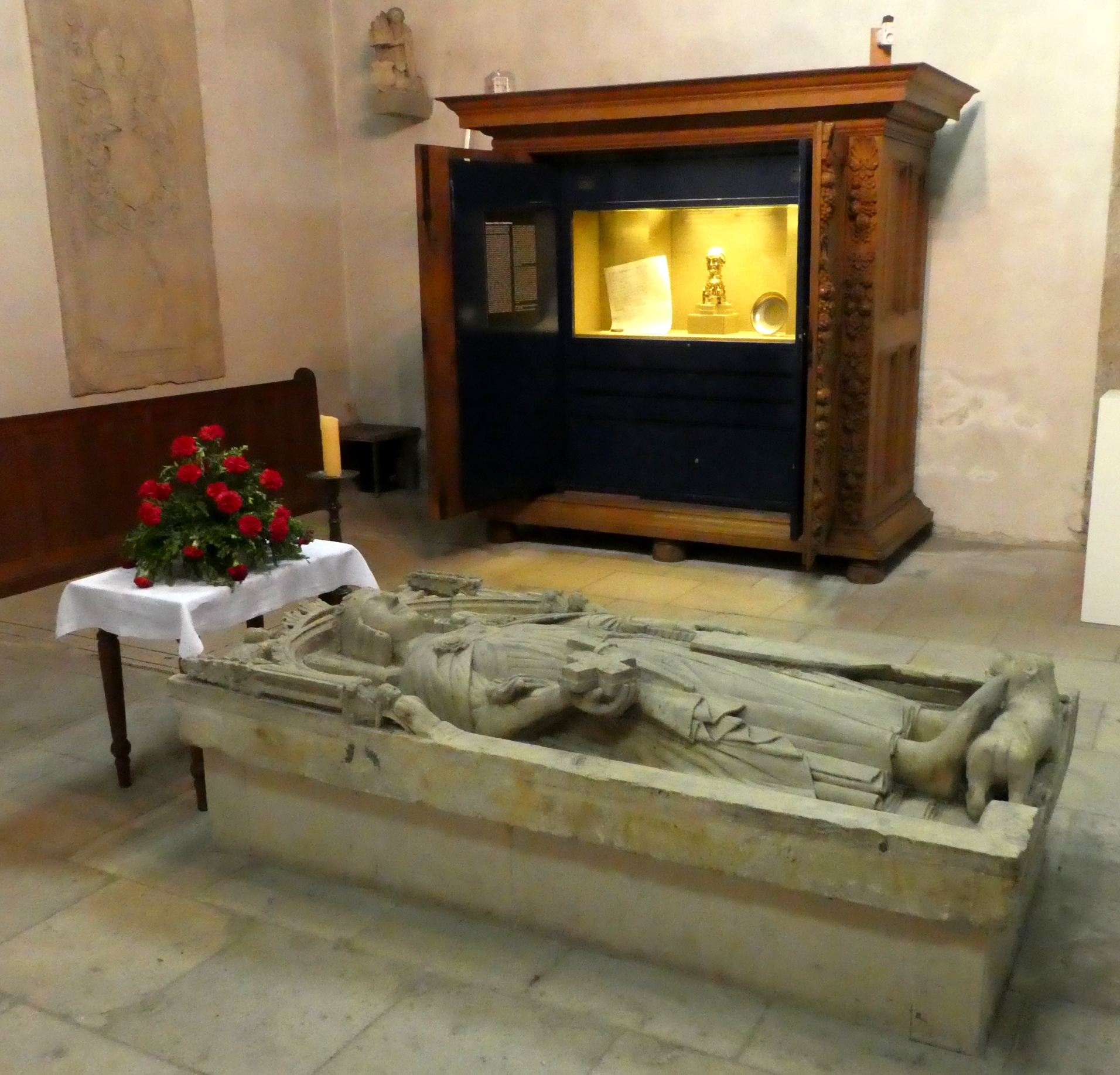
Südliches Querhaus der Stiftskirche Cappenberg mit dem Grab von Gottfried von Cappenberg und dem Schrank mit dem Cappenberger Kopf.

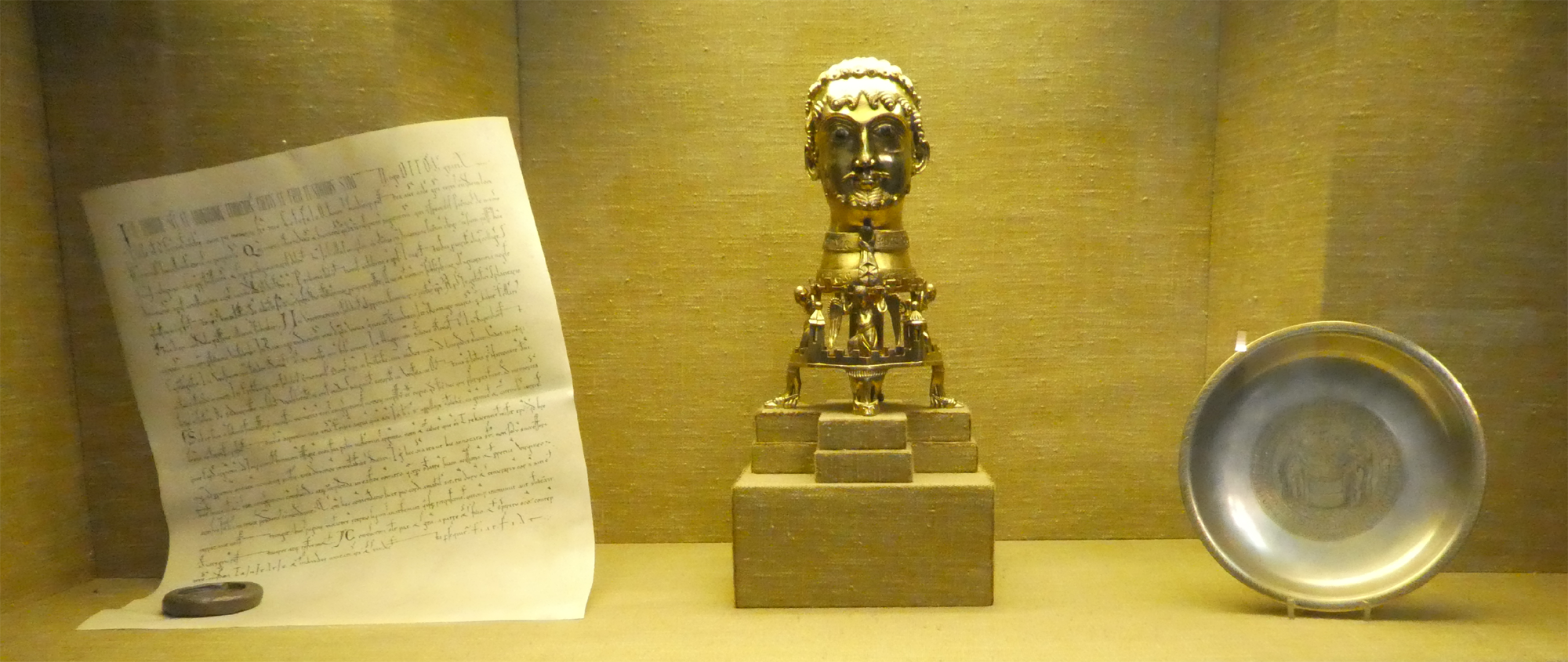
Sogenanntes Testament Ottos von Cappenberg (Replikat), Cappenberger Kopf und Taufschale (Replikat).

Das Bildnis ist 31,4 cm hoch und 4,6 kg schwer. Es besteht aus einem aus mehreren Gussteilen zusammengesetzten Ständer und dem darüber auf einem sich nach unten verbreiternden Hals stehenden Kopf eines jüngeren, bärtigen Mannes. Der Kopf ähnelt dem eines römischen Kaisers, wie auf spätantiken Münzen dargestellt. Die Lockenbildung des Haupthaares, die Trennung von Oberlippen- und Backenbart, Nasenflügel und -spitze, Ohren, Unterlippe und die gestaffelte Bogenbildung über den Augen weisen bemerkenswerte Ähnlichkeiten mit Darstellungen Caracallas (188–217) auf. Diese Art der Darstellung war damals auch bei Heiligen üblich, der Kronreif stand als Sinnbild der Krone des ewigen Lebens als Belohnung für ihr gottgefälliges Leben. Die Plastik besteht aus vergoldeter Bronze, das Material aller Gussteile ist identisch. Als sie im Jahre 1882 wiederentdeckt wurde, waren der innen hohle Kopf und der Ständer mit Reliquien vollgestopft.

### Der Kopf
Der Kopf wurde an einem Stück im Hohlgussverfahren hergestellt. Die Augäpfel sind mit einer dünnen Silberplatte bedeckt. Die Pupille wurde ursprünglich mit Niello, einer schwarzen Farbmasse, aufgemalt, aber bei einer Restaurierung mit schwarzem Weichharz überdeckt. Die individuell anmutenden Gesichtszüge entsprechen einer byzantinisierenden Formensprache, die sich im späten 11. Jahrhundert von Italien aus auch nördlich der Alpen ausbreitete. Die bandartige Vertiefung in den Haarlocken trug, wie Nietenlöcher zeigen, ursprünglich einen Schmuck, der verlorengegangen ist. Er könnte ähnlich ausgesehen haben wie der Kronreif des Kopfreliquiars des Hl. Eustachius, das heute im British Museum ausgestellt ist.
Am Hals befinden sich zwei Bänder mit Inschriften. Die Inschrift des oberen Bandes lautet HIC QD SERVET DE CRINE IOHIS HABETVR, aufgelöst Hic quod servetur de crine Johannis habetur, deutsch Was hier bewahrt wird, ist vom Haar des Johannes. Auf dem unteren Band steht TE PCE PVLSANTES EXAVDI SCE IOHES, aufgelöst Te prece pulsantes exaudi sancte Johannes (deutsch Erhöre, heiliger Johannes, die dich durch Gebet bedrängen). Die beiden Hexameter sind deutlich sorgfältiger ausgeführt als die auf den Zinnen des Ständers.
Der Kopf beruht auf ausgeklügelten Proportionsverhältnissen. Vertikal kann man ihn in Viertel unterteilen, die jeweils 71 mm messen: Scheitel bis Nasenwurzel, Nasenwurzel bis Kinn, Kinn bis zum unteren Rand des Halsringes und der Untersatz selbst. Die Zahl vier kehrt auch an weiteren Stellen des Kunstwerks wieder: Vier Drachen tragen es, vier Türme und ursprünglich wohl vier Engel auf dem Zinnenkranz aus 16 Zinnen (4 × 4); auch die Laterne, die die Ebene des Unterbaues trägt, ist quadratisch.

### Der Ständer
Der Ständer ruht auf einem Sockel mit vier Füßen in Form von Drachen, die eine achteckige Platte stützen. Die Platte wird eingefasst von einer zinnenbewehrten Mauer, die an jeder zweiten Ecke mit einem Türmchen bewehrt ist. Die Türmchen sind abwechselnd rund und eckig ausgeführt. Zwischen den Türmchen befindet sich vorne und an den Seiten über den freien Ecken jeweils ein Atlant in Form eines auf einem Knie knienden Engels, der die Arme mit den Handflächen nach außen erhoben hält. Auf der Rückseite befindet sich keine Engelsfigur, an ihrer Stelle findet sich auf den Zinnen die in Niello ausgeführte Inschrift OTTO.
Die drei Engel-Atlanten sind einzeln gegossen und waren ursprünglich durch Zapfen fest in der Bodenplatte verankert. Dass ein vierter Engel zumindest vorgesehen war, belegt ein Loch in der Rückseite der unteren Platte, das den Befestigungslöchern der anderen drei Engel entspricht. Die Engel scheinen die obere Sockelplatte zu tragen, die aber auf einer rechteckigen Laterne in der Mitte ruht.
Die Laterne hat Rundbogenfenster, ist 60 mm hoch und hat eine Grundfläche von 40 × 40 mm. Die obere Zinnenplatte und die Laterne sind ein Gussteil, das ursprünglich in der Bodenplatte vernietet war. Nur dreizehn der ursprünglich sechzehn Zinnen sind noch erhalten. Auf dem Zinnenring befindet sich die Inschrift APOCALISTA DATV TIBI MV SVS ATVM, aufgelöst Apocalista datum tibi munus suscipe gratum et pius ottoni succurre precando datori (deutsch: Nimm, o Seher der Offenbarung, das dir gegebene Geschenk als willkommen an und eile fromm durch Fürbitte dem Geber Otto zu Hilfe). Der obere Zinnenkranz umgibt eine Platte mit zwei rechteckigen Aussparungen für zwei unten am Kopfteil befindliche Zapfen. Da die beiden Zapfen mit dem Kopf gegossen sind, kann dieser nicht ohne einen Unterbau stehen.
Mit Otto ist der 1171 verstorbene Otto von Cappenberg gemeint, der Taufpate von Kaiser Friedrichs I. Barbarossa war und das Reliquiar vor 1158 dem Kloster stiftete.

## Geschichte
Der Cappenberger Kopf wurde bereits in einer zwischen 1149 und 1156/58 entstandenen Biografie über Graf Gottfried II. von Cappenberg (Vita Godefridi comitis Capenbergensis) erwähnt. Die Cappenberger verkauften um 1124 ihren Besitz in Schwaben an Herzog Friedrich II. von Schwaben. Einen Teil des Kaufpreises bezahlte der Herzog in Form von Reliquien. Dazu heißt es in der Vita Godefridi: „Has igitur memorabiles reliquias venerabilis Otto, praecipius Ioannis dilector, nostrae laetabundus invexit ecclesiae, atque in capite reposuit deaurato, quibus et multo caritatis affectu reditus ad luminaria continua delegavit“ (Diese denkwürdigen Reliquien also brachte der ehrwürdige Otto, ein außerordentlicher Verehrer des Johannes, erfreut in unsere Kirche und verwahrte sie in einem vergoldeten Kopf; diesen überwies er auch in tiefem Liebesempfinden Einkünfte für die Ewigen Lichter.) Sicher mit Recht wird dieser vergoldete Kopf seit jeher mit dem Cappenberger Kopf identifiziert.
Das Reliquiar muss demnach vor 1158 von Otto in Auftrag gegeben worden sein. Es wurde in der Cappenberger Klosterkirche zu öffentlicher Verehrung aufgestellt und in seiner Nähe brannten Ewige Lichter, deren Unterhalt Otto durch eine eigens dafür eingerichtete Stiftung gesichert hatte.

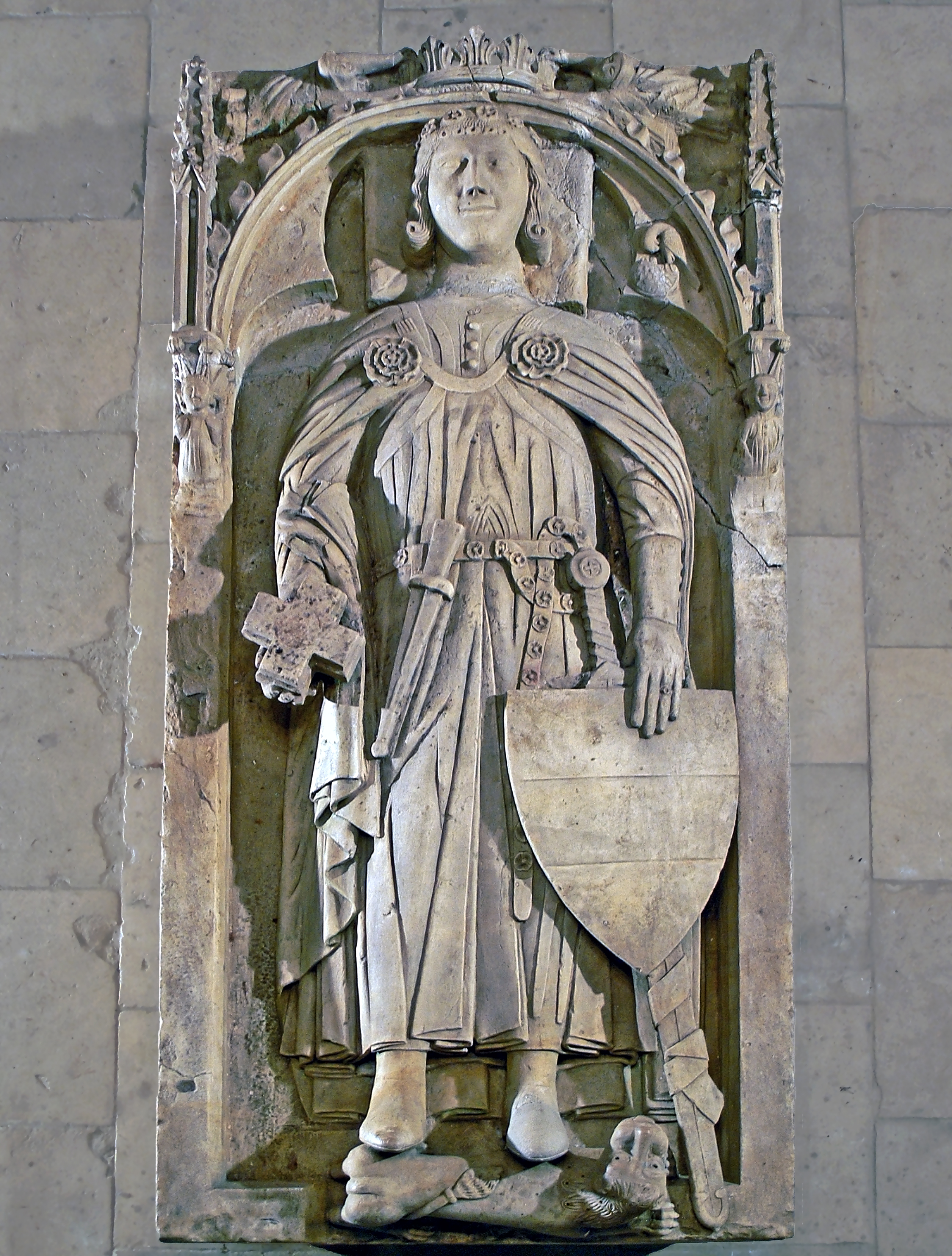
Die kreuzförmige Fläche, die Gottfried von Cappenbergs Grabfigur in der rechten Hand hält, entspricht exakt der Stellfläche des Reliquiars.

Den Annales Capenbergenses vom Anfang des 18. Jahrhunderts nach wurde der Kopf im Reliquienhäuschen an der Nordseite des Chores der Stiftskirche aufbewahrt. Möglicherweise wurde das Reliquiar bei bestimmten Gelegenheiten wie dem Kirchweihfest, dem Patronatsfest und dem Gedenktag des als Heiligen verehrten Gottfried von Cappenberg, des älteren Bruders von Otto, auf dessen Grabmal aufgestellt. Die Ritterfigur auf der Grabplatte hält einen kreuzförmigen Sockel in der Hand, auf den das Reliquiar genauestens passt.
Zunächst enthielt das Reliquiar, so wie es auch auf seiner Inschrift steht („de crine Johannis“) neben weiteren Reliquien vermeintliche Haare des Evangelisten Johannes, des Patrons der Cappenberger Klosterkirche. Die Sammlung wurde im Laufe der Zeit ergänzt. Johannes Gamans zählte 1643 in seinen in lateinischer Sprache verfassten „Acta Sanctorum“ diese Reliquien auf: „Natürliches Blut, das vom Leibe Christi floss, an drei Läppchen klebend; Haare unseres Herrn Jesus Christus; ein Teilchen von Christi Kreuz; ein Partikel vom Rock des Herrn; Tränen, die vom Herzen Mariens flossen; Haare der Jungfrau Maria; Blumen, die Maria in der Hand hielt, als der Engel ihr Christi Fleischwerdung verkündete; auch etwas von ihren Kleidern; Haupt- und Barthaare des Evangelisten Johannes; in drei Läppchen ziemlich viel vom Blut Johannes des Täufers; dazu noch Reliquien des hl. Augustinus und der hl. Katharina.“
In den Annales Cappenbergenses sind in einem Inventar vom 9. Februar 1705 die damals vorhandenen Reliquien aufgelistet, darunter ein goldenes eichelförmiges Gefäß mit Haaren vom Evangelisten Johannes. Diese „glandula aurea“ (goldene Eichel) ist verloren gegangen.
Bei seiner Wiederentdeckung im Jahr 1882 enthielt das Reliquiar eine große Anzahl von Reliquienpartikeln. Eine Analyse der Stoffumhüllungen ergab, dass die Reliquien nicht auf einmal in den Kopf gelangt sind, sondern im Laufe der Jahrhunderte immer wieder etwas hinzugefügt wurde, „bis der ganze Kopf regelrecht vollgestopft war“. Die ältesten entstammen dem 12. Jahrhundert, die jüngsten dem 18. Jahrhundert.
Eine Untersuchung im Juli 2019 ergab, dass sich im Kopf nur noch einige wenige Reliquien befinden. Die Mehrzahl der Reliquien befindet sich in den Schubladen eines Schranks im südlichen Querhaus der ehemaligen Cappenberger Klosterkirche St. Johannes Evangelist, in dem in einer panzerverglasten Vitrine das Kopfreliquiar sowie ein Replikat einer Taufschale und ein Replikat von Ottos sogenanntem Testament aufbewahrt werden. Dieser Schrank wird nur zu besonderen Anlässen zur Besichtigung geöffnet.

### Wiederentdeckung
Bei der Wiederentdeckung der Cappenberger Kopfskulptur im Jahr 1882 durch Augustin Hüsing wurde diese zunächst zutreffenderweise für ein Johannesreliquiar gehalten. Denn laut eingravierter Inschrift „HIC QD SERVET DE CRINE IOHIS HABETVR“ (Was hier bewahrt wird ist vom Haar des Johannes) wurden Reliquien des Hl. Johannes darin aufbewahrt. Es befanden sich auch tatsächlich Reliquien in der Skulptur.
1851 wurde eine Schenkungsurkunde des 1171 verstorbenen Otto von Cappenberg im Westfälischen Urkundenbuch abgedruckt. In diesem wahrscheinlich zwischen 1160 und Januar 1171 abgefassten sogenannten „Testament“ wird ein „capud argenteum ad imperatoris formatum effigiem cum sua pelvi nichilominus argentea“ (silbernes Haupt, das nach dem Bildnis eines/des Kaisers geformt ist mit seiner ebenfalls silbernen Schüssel) erwähnt. In der Urkunde schenkte Otto das Haupt und die Schüssel sowie ein Kreuz und einen Kelch dem Stift Cappenberg. Aber gerade das Wort „capud“ hatte der Herausgeber Heinrich August Erhard im Jahr 1851 falsch gelesen und stattdessen „lampadem“ (Akk. von „lampas“ = Leuchter) gedruckt. Daher suchte man 1882 vergeblich nach einem silbernen Leuchter mit dem Bildnis eines Kaisers.

### Frühere Hypothese: Porträtbüste von Barbarossa
Erst Friedrich Philippi berichtigte im Jahre 1886 diesen Irrtum und stellte gleichzeitig die Hypothese auf, bei der Skulptur handle es sich um eine Porträtbüste von Kaiser Friedrich I. Barbarossa. Nach Auffassung Philippis könne man der Büste, „so roh auch im Einzelnen die Ausführung des Kopfes sein mag, selbst nach moderner Auffassung die Bezeichnung als Porträt“ Barbarossas nicht versagen. Unter Bezugnahme auf eine Beschreibung von Barbarossas Aussehen durch dessen Zeitgenossen Rahewin meinte er: „Man könnte wohl, wenn man unseren Kopf beschreiben wollte, sowohl für den Gesamtausdruck, wie andererseits für Charakterisierung von Haar, Bart, Augen und Mund kaum bezeichnendere Worte finden.“ Dass das Haupt laut Testament „argenteum“ (silbern) war, das Reliquiar aber vergoldet ist, hielt er für einen Irrtum, der Otto bei der Abfassung der Urkunde unterlaufen war.
Barbarossa habe diesen Kopf zusammen mit der ebenfalls im Testament genannten silbernen Schüssel für seinen Taufpaten Otto von Cappenberg anfertigen lassen. Möglicherweise zum Osterfest 1156, das Friedrich in Münster feierte, habe er Otto diese beiden Geschenke übergeben. Die Büste sei erst später zu einem Johannesreliquiar umfunktioniert worden. Auf Grund von Ottos Testament gelangte der Kopf in den Besitz des Cappenberger Klosters. Später wurde die Theorie aufgestellt, dass die Skulptur ursprünglich versilbert war und erst nach Ottos Tod im Auftrag des Cappenberger Konvents vergoldet worden sei.
Die in Ottos Testament erwähnte Schüssel war höchstwahrscheinlich ein Geschenk Barbarossas an Otto, denn in der silbernen Schale ist folgende Inschrift eingraviert: „CESAR ET AUGUSTUS HEC OTTONI FRIDERICUS MUNERA PATRINO CONTULIT ILLE D[E]O“ (Friedrich, Kaiser und Augustus, übergab diese Geschenke seinem Paten Otto, jener [übergab sie] Gott). Dass von „Geschenken“ die Rede ist, wurde als Beweis betrachtet, dass die Kopfbüste ein weiteres Geschenk war. Die Schale wurde nach der Aufhebung des Cappenberger Klosters im Jahre 1803 verkauft und kam auf Umwegen über Köln und Weimar schließlich nach Berlin, wo sie sich heute im Kunstgewerbemuseum Berlin befindet.
Die zwar nicht bewiesene, aber durchaus plausible Hypothese eines erst nachträglich in ein Johannesreliquiar umgewandelten „Barbarossakopfes“ setzte sich in der Folgezeit allgemein durch. So gut wie kein Wissenschaftler zweifelte im 19. und 20. Jahrhundert an der Sensation einer dreidimensionalen Darstellung des wohl berühmtesten Kaisers des Mittelalters. Der vermeintliche „Barbarossakopf“ wurde zu einem der bekanntesten Kunstwerke der Stauferzeit und wurde seit 1902 auf zahlreichen Ausstellungen präsentiert. 1977 war er das Symbol des Stauferjahres in Baden-Württemberg und als solches auf dem mehrbändigen Jubiläumskatalog sowie auf einer Briefmarke der Deutschen Bundespost abgebildet.

### Heutige wissenschaftliche Erkenntnisse: Johannesreliquiar
Erst im 21. Jahrhundert wurde die von Friedrich Philippi aufgestellte Hypothese eines „Barbarossakopfes“ mit zunehmender Skepsis betrachtet. Eine von Michael Brandt neu entdeckte, schon im Jahre 1978 vom Westfälischen Landesamt für Denkmalpflege in Auftrag gegebene wissenschaftliche Materialuntersuchung ergab, dass die Inschrift am Hals der Skulptur, die diese als ein dem Evangelisten Johannes geweihtes Reliquiar ausweist, bereits im Wachsmodell als Vorritzung angelegt war.
Der mittelalterliche Künstler hat, wohl um die gleichmäßige Verteilung des Textes sicherzustellen, die Buchstaben in Form und Größe, jedoch ohne die Serifen, am Wachsmodell mit einem Stäbchen eingeritzt. Anschließend hat er die endgültige Kunstform der Buchstaben in die gegossene Bronzeskulptur eingestochen. An der unteren Halsborte des Johannesreliquiars befinden sich noch Abdrücke der in das Wachsmodell geritzten Buchstaben, die sich durch ihre unbehandelt gebliebene Gusshaut in den Randbereichen der nachgestochenen Schrift abzeichnen. Die Inschrift „HIC QD SERVET DE CRINE IOHIS HABETVR / TE PCE PVLSANTES EXAVDI SCE IOHES“ (Was hier bewahrt wird ist vom Haar des Johannes / Erhöre, heiliger Johannes, die dich durch Gebet bedrängen) stand demnach von Anfang an auf der Skulptur, die folglich von Anfang an ein Johannesreliquiar war.
Die Laboruntersuchung aus dem Jahre 1978 hatte als weiteres Ergebnis, dass das Material aus vergoldeter Bronze besteht und eine ursprüngliche Versilberung nicht nachweisbar ist. Die Hypothese, eine ursprünglich silberne Porträtbüste Barbarossas sei erst nachträglich vergoldet und in ein Johannesreliquiar umgewidmet worden, war damit hinfällig.
Auch für die auf der Taufschale genannten „munera“ (Geschenke, Plural) gibt es eine einfache Erklärung. In dichterisch abgefassten mittelalterlichen Texten wurde häufig der poetische Plural verwendet, sodass „munera“ auch für ein einzelnes Geschenk (Singular) benutzt wurde.
Im August 2021 wurde der Cappenberger Kopf mithilfe digitaler 3D-Mikroskopie erneut wissenschaftlich untersucht. An sieben von neun untersuchten Stellen zeigten sich in den Tiefen der Schriftzeichen mehr oder weniger klar erkennbare Reste der ursprünglichen Gusshaut. Wie schon 1978 beobachtet, tritt diese am unteren Schriftband besonders in der NT-Ligatur im Wort „PVLSANTES“ auf. Erstmals wurde entdeckt, dass die auf den ersten Blick abweichend gestaltete Inschrift am Untersatz ebenfalls bereits im Wachsmodell des Gusses angelegt war. Dies belegt eine Gusshaut in den Tiefen der Haste des Buchstabens T im „ET“ am Textbeginn des zweiten Verses. Lediglich bei der Stifterinschrift „OTTO“ auf dem unteren Zinnenkranz ist aufgrund der Niello-Füllung eine gesicherte Aussage darüber, ob sie vor oder nach dem Guss angelegt wurde, bislang nicht möglich. Zusammenfassend wurde festgestellt, dass die Inschrift am Kopf ganz sicher und die am Zinnenkranz des Untersatzes sehr wahrscheinlich bereits im Wachskern angelegt waren und an den Gießlingen mittels Stichel und Meißel nachbearbeitet worden sind. Beide Inschriften, die den Cappenberger Kopf als Johannesreliquiar ausweisen, zählen daher zur ursprünglichen Konzeption des Bildwerks. Bei der Untersuchung im August 2021 wurde außerdem mittels Röntgenfluoreszenzanalyse im Einklang mit dem Befund von 1978 nachgewiesen, dass der Cappenberger Kopf zu keinem Zeitpunkt eine Versilberung aufgewiesen haben kann.
Auch wenn bislang nicht geklärt werden konnte, ob für den Kopf von Anfang an ein Sockel vorgesehen war oder dieser eine spätere Zutat ist, kann kein Zweifel mehr daran bestehen, dass der Kopf von Anfang an als Johannesreliquiar konzipiert war. Die These, es handle sich bei dem Cappenberger Kopf um ein Porträt von Kaiser Friedrich I. Barbarossa, lässt sich nicht bestätigen.
Nach einer neueren These handelt es sich bei dem in Ottos sogenanntem Testament zusammen mit der silbernen Schale genannten silbernen, nach dem Bild eines Kaisers geformten Kopf möglicherweise um ein Büsten-Aquamanile. Dieses Gefäß zur Handwaschung ist ebenso wie das im selben Dokument an erster Stelle genannte goldene Kreuz und der an letzter Stelle genannte Kelch – wie die sehr große Mehrheit der Schatzkunstwerke jener Zeit – verloren gegangen. Allerdings handelt es sich auch hier um eine nicht belegbare Hypothese. Scheinbar gelöst wird zwar das Problem der vom erhaltenen Kopfbild abweichenden Materialangabe im sogenannten Testament Ottos von Cappenberg, ohne mit Philippi von einem schwer erklärlichen Irrtum des Urkundenschreibers ausgehen zu müssen. Mit der Annahme eines zusätzlichen Silberkopfes erscheint indes wiederum nicht befriedigend geklärt, weshalb im Zusammenhang mit Ottos Stiftung in der Parallelüberlieferung der Vita Godefridi von einem goldenen Reliquienhaupt die Rede ist. Aufgeworfen wurde in diesem Zusammenhang zudem „die methodische Frage, ob die Imagination zusätzlicher, mittlerweile aber verschwundener Entitäten das probate Mittel zur Lösung historischer Widersprüche“ darstelle. Der wissenschaftliche Wert des Objektes liegt womöglich gerade in seiner Deutungsoffenheit, die immer wieder neue Perspektiven auf das 12. Jahrhundert hervorgebracht hat.